# Deportes ecuestres en los Juegos Olímpicos de París 1900
Los deportes ecuestres en los Juegos Olímpicos de París 1900 se realizaron del 29 de mayo al 2 de junio de 1900.
En total se disputaron en este deporte tres pruebas diferentes en la disciplina de salto de obstáculos, en las categorías individual, salto largo y salto alto.

## Medallistas
| Evento                                      | Oro                                                                                        | Plata                                                     | Bronce                                               |
| ------------------------------------------- | ------------------------------------------------------------------------------------------ | --------------------------------------------------------- | ---------------------------------------------------- |
| Salto de obstáculos individual (29 de mayo) | Aimé Haegeman (Benton II) · Bélgica · 2:16,0                                               | Georges Van Der Poele (Windsor Squire) · Bélgica · 2:17,6 | Louis de Champsavin (Terpsichore) · Francia · 2:26,0 |
| Salto largo (31 de mayo)                    | Constant Van Langhendonck (Extra-Dry) · Bélgica · 6,10 m                                   | Giovanni Giorgio Trissino (Oreste) · Italia · 5,70 m      | Jacques de Prunelé (Tolla) · Francia · 5,30 m        |
| Salto alto (2 de junio)                     | Dominique Gardères (Canéla) · Francia · Giovanni Giorgio Trissino (Oreste) · Italia · 1,85 | —                                                         | Georges Van Der Poele (Ludlow) · Bélgica · 1,70      |

## Medallero
| Núm. | País    | Oro | Plata | Bronce | Total |
| ---- | ------- | --- | ----- | ------ | ----- |
| 1    | Bélgica | 2   | 1     | 1      | 4     |
| 2    | Italia  | 1   | 1     | 0      | 2     |
| 3    | Francia | 1   | 0     | 2      | 3     |
|      | TOTAL   | 4   | 2     | 3      | 9     |